# Кариофиллиды
Кариофиллиды (лат. Caryophyllidae) — подкласс цветковых растений. В настоящее время между ботаниками нет консенсуса относительного порядков, которые он включает, за исключением того, что, предположительно, он содержит порядок Гвоздичноцветные. Дебаты о том, как растения, о которых идёт речь, взаимосвязаны между собой, практически отсутствуют.
В версии 1981 года влиятельной системы Кронквиста подкласс Кариофиллиды имеет следующий состав:
- порядок Гвоздичноцветные
порядок Гречихоцветные
порядок Плюмбагоцветные

По большому счету, эти растения образуют порядок Гвоздичноцветные в системе APG II 2003 года.